# Euthalia ananda
Euthalia ananda är en fjärilsart som beskrevs av Walter Karl Johann Roepke 1938. Euthalia ananda ingår i släktet Euthalia och familjen praktfjärilar. Inga underarter finns listade i Catalogue of Life.